# Rosario Giuè
Rosario Giuè (Palermo, 15 dicembre 1952) è un presbitero, scrittore e teologo italiano.

## Biografia
Rosario Giuè, nato a Marineo, vive a Palermo. Ordinato prete nel 1978, è stato vice-parroco a Marineo dal 1978 al 1984. Nel 1979, ha conseguito la laurea in Scienze Politiche presso l'Università di Palermo. Ha completato gli studi conseguendo, nel 1990, il dottorato in teologia presso la Pontificia Università Gregoriana di Roma. Dal 1985 diviene parroco della chiesa di San Gaetano a Brancaccio (Palermo) in cui rimane fino al 1989, venendo sostituito da don Pino Puglisi.
Sostenitore della teologia della liberazione in chiave antimafia, mutuata dalla pastorale dei sacerdoti sudamericani, nei suoi testi marca i valori di emancipazione culturale, sociale e politica che sono presenti nel messaggio cristiano. Da anni è impegnato nello sviluppo di una pratica pastorale e di una riflessione teologica sulla lotta alla mafia. 
Ha collaborato con diverse testate giornalistiche, tra cui l'edizione palermitana de La Repubblica e le riviste Mosaico di Pace e Segno. Ha insegnato discipline giuridiche ed economiche nelle Scuole secondarie statali di secondo grado. È stato tra i fondatori della Scuola di formazione etico-politica Giovanni Falcone della quale è stato presidente e per la quale ha diretto diversi seminari teologici. Ha insegnato ecclesiologia presso l’istituto di Scienze religiose di Monreale. È impegnato nella promozione teologica sul territorio. Ha collaborato con la parrocchia Santa Luisa di Marillac (Palermo). Attualmente è rettore della Chiesa Santa Maria di Porto Salvo (Palermo).

## Opere
- Terra di profezia. Vangeli e mafia nel sud d'Italia, Edizioni della Battaglia, 1993.
- Il Vangelo della carità in terra di mafia, Giarre, 1995.
- Osare la speranza. La teologia della liberazione dall'America Latina al Sud d'Italia, Edizioni La Zisa, Palermo, 1997.
- La chiesa in Italia nel solco della storia. Il rapporto Chiesa-mondo e l'inculturazione nei documenti della Cei (1966-1999), La Piccola, 2000.
- Per una Chiesa di strada, Il Pozzo di Giacobbe, Trapani, 2005.
- Il costo della memoria. Don Peppe Diana. Il prete ucciso dalla camorra, Edizioni Paoline, 2007.
- Ernesto Balducci. La parola di Dio nella storia, Edizioni Paoline, 2012.
- Chiesa e Liberazione. Linee essenziali di Teologia della Liberazione, Tau Edizioni, 2013.
- Peccato di mafia. Potere criminale e questioni pastorali, Edizioni Dehoniane, 2015.
- Vescovi e potere mafioso. Cittadella Editrice, 2015.
- La perla e il campo. Omelie per un tempo nuovo. Anno B, Edizioni Dehoniane, Bologna, 2020.
- Come un granello di senape. Omelie per un tempo nuovo. Anno C, Edizioni Dehoniane, Bologna, 2021.
- Vino nuovo in otri nuovi. Omelie per un tempo nuovo. Anno A, Edizioni Dehoniane, Bologna, 2022.